# Diocesi di Eleuterna
La diocesi di Eleuterna è una sede soppressa del patriarcato di Costantinopoli e una sede titolare della Chiesa cattolica (in latino: Dioecesis Eleuthernensis).
Durante la dominazione veneziana sull'isola, la sede era nota con il nome di diocesi di Milopotamo.

## Storia

### La diocesi greca di Eleuterna/Milopotamo
Eleuterna (o Eleftherna), le cui rovine si trovano a 25 km. a sud-est di Retimo nell'unità periferica omonima, è stata un'antica sede vescovile di Creta, suffraganea dell'arcidiocesi di Gortina. Di questa antica diocesi sono noti due vescovi nel primo millennio: Eufrate, che fu tra i padri del concilio di Calcedonia nel 451; ed Epifanio, che prese parte al secondo concilio niceno nel 787.
Nell'820 Creta fu conquistata dagli Arabi, che vi fondarono un emirato sopravvissuto fino al 961, quando l'isola venne ripresa dai Bizantini; questi restaurarono le strutture cristiane, che erano state soppresse durante il periodo arabo, e le antiche sedi vescovili. In questa fase della storia ecclesiastica dell'isola, l'antica sede di Eleuterna è nota con il nome antico, ma anche come "diocesi di Aulopotamo" o "diocesi di Milopotamo": la distruzione dell'antica città episcopale ad opera degli Arabi aveva infatti imposto la scelta di una nuova sede per i vescovi, la città di Mylopotamos, sempre all'interno del territorio dell'antica diocesi.
Queste variazioni nel nome della diocesi sono ben documentate dalle Notitiae Episcopatuum del patriarcato di Costantinopoli: due Notitiae del IX secolo hanno il nome di Eleutherna, una Notitia del X secolo riporta il nome di Aulopotamo, mentre in una Notitia del XII secolo si trova il duplice titolo di "Eleuthera o Mylopotamos".
Non sono noti vescovi del secondo periodo bizantino.

### La diocesi latina di Milopotamo
In seguito alla conquista veneziana dell'isola (1212), le diocesi greche esistenti furono amministrate dai vescovi di rito latino e sottomesse al metropolita latino dell'arcidiocesi di Candia. Anche a Milopotamo fu istituito un vescovato di rito latino, documentato per la prima volta con il vescovo Matteo menzionato in un atto del doge di Venezia Pietro Ziani del 1212.
Dal 1543 al 1549 i vescovi di Milopotamo ressero anche la diocesi di Chirone.
La cattedrale di Milopotamo era dedicata a San Giovanni e fu rimaneggiata dal vescovo Giacomo Sureto nel 1568. Nel 1609 aveva un capitolo composto da sette canonici. Essendo una diocesi rurale, i vescovi non vi avevano la residenza ed erano rappresentati da un vicario generale. Nel 1609, secondo i registri di Propaganda Fide, i fedeli latini della diocesi erano una quarantina.
A Milopotamo è documentata anche l'esistenza di un monastero degli eremitani agostiniani, i quali nel 1539 rivolgevano una supplica al senato veneziano a favore del loro convento che aveva «patite grandissime ruine dalle armate turchesche».
Nel 1604, con la bolla Ecclesiarum omnium di papa Clemente VIII, la diocesi di Arcadia su soppressa ed unita a quella di Milopotamo. Questa a sua volta fu soppressa nel 1641 e il suo territorio incorporato in quello della diocesi di Retimo.
Qualche anno dopo Creta fu conquistata dagli Ottomani: ebbero così fine tutte le strutture cattoliche dell'isola, mentre venne contestualmente restaurata la gerarchia greca. La sede di Milopotamo sussiste ancora oggi con il doppio titolo di "Retimo e Aulopotamo" e con sede a Retimo; nel 1962 è stata elevata al rango di metropolia.

### Le sedi titolari
Alla fine del Settecento, la Santa Sede istituì la sede vescovile titolare Milopotamensis, titolo che si mantenne fino al 1930, quando fu mutato in Eleuthernensis; la sede è vacante dall'11 maggio 1969.

## Cronotassi dei vescovi residenziali

### Vescovi greci di Eleuterna
- Eufrate † (menzionato nel 451)
- Epifanio † (menzionato nel 787)

### Vescovi latini di Milopotamo
- Matteo † (menzionato nel 1212)
- Anonimo † (menzionato nel 1225)
- Giacomo † (prima di novembre 1281 - dopo aprile 1304)
- Giovanni † (menzionato nel 1307)
- Michele da Verona, O.P. † (prima del 1341 - 7 ottobre 1342 nominato vescovo di Chioggia)
- Nicola, O.F.M. † (23 giugno 1344 - dopo il 1346 deceduto)
- Giacomo Da Ponte, O.F.M. † (8 luglio 1349 - ? deceduto)
  - Matteo da Pola † (? - 6 luglio 1353 dimesso) (intruso)[9]
- Pietro † (14 dicembre 1373 - ? deceduto)
  - Arnaldo Albi, O.F.M. † (26 agosto 1387 - ? deceduto) (antivescovo)
- Vittore, O.Carm. † (circa 1382 - dopo il 1408 deceduto)
- Franco Sagredo, O.F.M. † (2 aprile 1414 - dopo il 1431 deceduto)
- Giovanni Rossi † (15 marzo 1437 - dopo il 1374 deceduto)[10]
- Giorgio † (24 gennaio 1480 - 7 ottobre 1499 deceduto)
- Francesco Berthelay † (6 novembre 1499 - dopo il 1514 deceduto)
- Vincenzo Massari † (dopo il 1514 succeduto - 1538 deceduto)
- Dionisio Zanettini, O.F.M. † (11 dicembre 1538 - circa 1555 dimesso)
- Giacomo Sureto, O.F.M. † (17 luglio 1555 - prima del 1575 deceduto)
  - Sede vacante (prima del 1575-1582)[11]
- Nicola Stridoni, O.Cruc. † (16 maggio 1582 - ? deceduto)
- Ottaviano Semitecolo, O.Cruc. † (20 novembre 1592 - ? deceduto)
- Alvise Bollani, O.Cruc. † (19 gennaio 1594 - 13 novembre 1605 deceduto)
- Dionisio Medori † (20 febbraio 1606 - 21 settembre 1609 deceduto)
- Zerbino Lugo † (2 dicembre 1609 - ? dimesso[12])
- Giovanni Alvise Farfusola † (3 aprile 1628 - ? dimesso)
  - Sede unita con Retimo (dal 1641)

## Cronotassi dei vescovi titolari

### Vescovi titolari di Milopotamo
- Sant'Ignacio Clemente Delgado Cebrián, O.P. † (11 febbraio 1794 - 12 luglio 1838 deceduto)
- Nicholas Patrick Stephen Wiseman † (22 maggio 1840 - 29 settembre 1850 nominato arcivescovo di Westminster)
- Jacobus Gerardus Schepers, C.SS.R. † (7 settembre 1852 - 27 novembre 1863 deceduto)
- Gabriele Capaccio, O.F.M.Ref. † (10 maggio 1867 - 1º gennaio 1878 deceduto)
- Anthony Butler, S.I. † (31 maggio 1878 - 25 ottobre 1901 deceduto)
- James Joseph Davis † (7 ottobre 1904 - 22 dicembre 1906 succeduto vescovo di Davenport)
- Peter Joseph Hurth, C.S.C. † (15 febbraio 1909 - 7 gennaio 1913 nominato vescovo di Nueva Segovia)[13]
- Agustín José Bernaus y Serra, O.F.M.Cap. † (9 maggio 1913 - 18 gennaio 1930 deceduto)

### Vescovi titolari di Eleuterna
- Petrus Innocentius Johannes Humbertus Verriet, O.P. † (13 novembre 1931 - 10 marzo 1948 deceduto)[14]
- Paul Tkotsch † (12 maggio 1948 - 14 maggio 1963 deceduto)
- Salomão Barbosa Ferraz † (10 maggio 1963 - 11 maggio 1969 deceduto)